# 諾伊豪森 (瑞士)

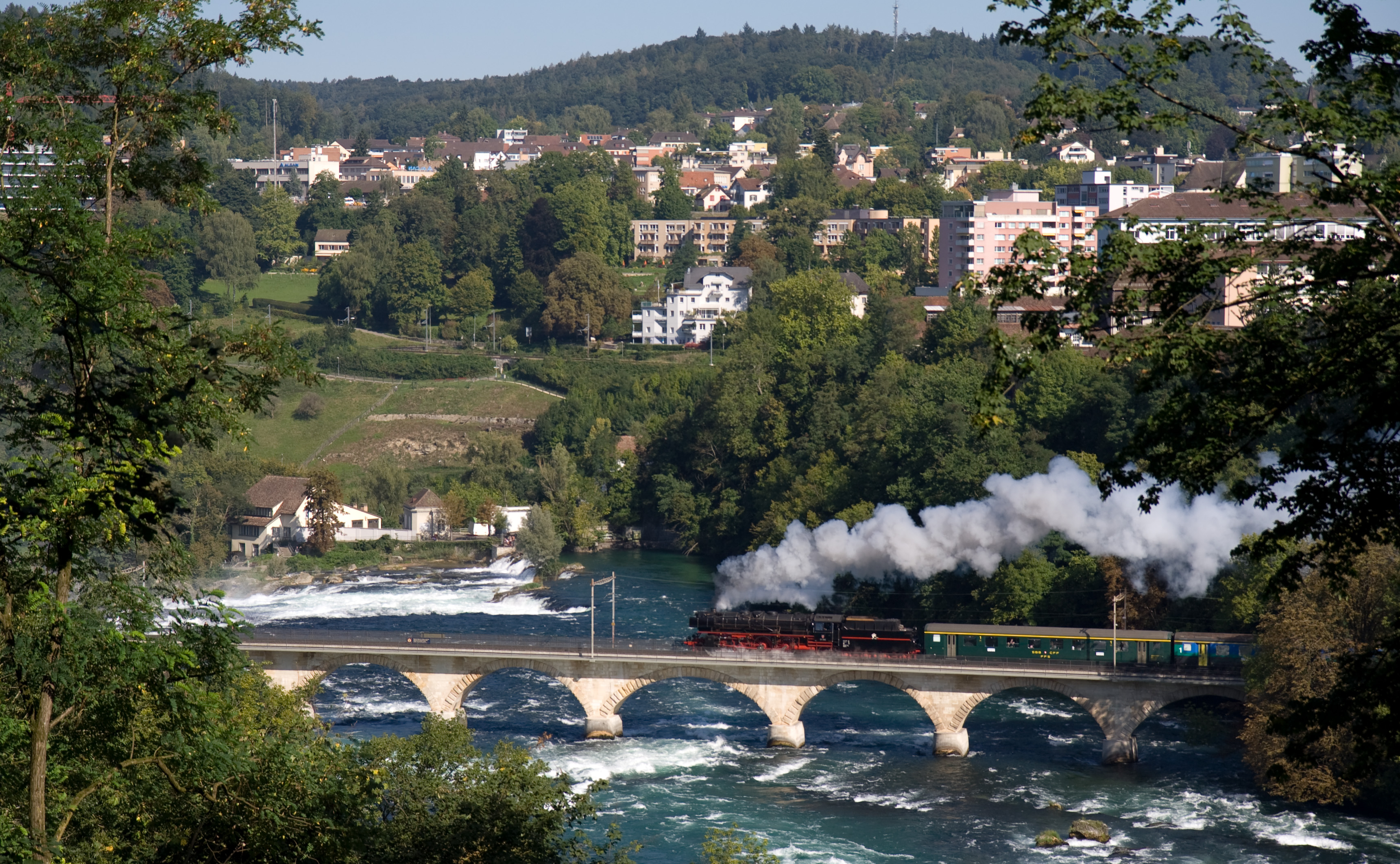

諾伊豪森是瑞士的城鎮，位於該國北部，由沙夫豪森州負責管轄，面積8.0平方公里，海拔高度410米，鎮上的萊茵瀑布是歐洲大陸最大的瀑布，2010年人口10,185，其中三成居民信奉基督教。